# Krikati
I Krikati  sono un gruppo etnico del Brasile che ha una popolazione stimata in 682 individui (2005).

## Lingua
Parlano la lingua Krikati-timbira (codice ISO 639: XRI), lingua che appartiene alla famiglia linguistica Jê. Il termine auto-identificativo del gruppo è Krĩcatijê che significa letteralmente "quelli del grande villaggio".

## Insediamenti
Vivono nello stato brasiliano di Maranhão nei comuni di Montes Altos e Sítio Novo, un territorio circondato da fiumi e ruscelli dei bacini dei fiumi Tocantins (Lajeado, Arraial, Tapuio) e Pindaré. Nel 2005, anno del censimento della Fundação Nacional de Saúde, i Krikati vivevano in due villaggi: San Jose, il più grande e più antico, e Raiz, un secondo villaggio fondato solo nel 1999 dopo l'omologazione del loro territorio indigeno.